# Waldemar Kraft
Pour les articles homonymes, voir Kraft.
Waldemar Erich Kraft (né le 19 février 1898 dans le village de Brzustow, arrondissement de Jarotschin, province de Posnanie ; mort le 12 juillet 1977 à Bonn) est un homme politique allemand (Bloc des réfugiés, puis à partir de 1956 Union chrétienne-démocrate d'Allemagne (CDU)). De 1953 à 1956, il est Ministre fédéral avec attributions spéciales dans le gouvernement Adenauer II.

## Formation et métier
Issu d'une famille protestante, Waldemar Kraft a fréquenté l'école secondaire de Poznań jusqu'au lycée, puis a ensuite effectué un apprentissage agricole. De 1915 à 1918, il est soldat et participe à la Première Guerre mondiale, où il est gravement blessé. Son dernier poste est celui de commandant de compagnie. De 1921 à 1939, il est directeur de la société principale des sociétés de paysans allemands à Poznań, puis, à partir de 1925, il est également directeur de la Société centrale agricole allemande en Pologne. Le 13 novembre 1939, il est nommé Hauptsturmführer honoraire de la SS. De 1939 à 1940, il est président de la Chambre d'agriculture de Poznań. De 1940 à 1945, il est directeur général de la Société du Reich pour l'exploitation des terres dans les territoires incorporés (de) à Berlin, puis à Ratzebourg peu avant la fin de la guerre.
De 1945 à 1947, il est interné dans le Schleswig-Holstein par les troupes d'occupation britanniques. Il est arrêté en raison de son grade dans la SS, mais ne sera toutefois jamais jugé, les charges contre lui étant levées le 28 octobre 1947. Il vit ensuite comme chômeur à Ratzebourg jusqu'en 1950. De 1949 à 1951, il est le porte-parole de la Landsmannschaft Weichsel-Warthe et signe la Charte des expulsés allemands. Plus tard, il en devient le président honoraire.

## Appartenance et fonctions partisanes
Waldemar Kraft était membre du NSDAP.
En 1950, il est l'un des cofondateurs du Bloc des réfugiés (BHE),, dont il est le président régional au Schleswig-Holstein de 1950 à 1951. En 1951, il est élu président fédéral du BHE, qui est rebaptisé le 14 novembre 1952 "Bloc pan-allemand/BHE" (GB/BHE). Il fait partie de l'aile modérée du parti. Après le scandale du Congrès du Parti fédéral les 8 et 9 septembre 1954, à propos de la non-réélection de l'attachée de presse Eva Gräfin Finck von Finckenstein, Kraft n'a pas accepté sa réélection en tant que président fédéral (90 voix sur 131).
Le 11 juillet 1955, il quitte le GB/BHE avec le groupe dit "K.O." (qui porte son nom et celui de Theodor Oberländer) et rejoint l'Union chrétienne-démocrate d'Allemagne (CDU) le 20 mars 1956.

## Mandats parlementaires
De 1950 à 1953, Waldemar Kraft est membre du parlement du Schleswig-Holstein, où il représente la circonscription de Lauenbourg-Ouest.
En 1953, il est élu au Bundestag, la chambre basse du Parlement allemand, d'abord élu pour le GB/BHE, il rejoint le groupe parlementaire CDU/CSU le 15 juillet 1955. En 1957, il est réélu au Bundestag, mais cette-fois dans le Land de Rhénanie-du-Nord-Westphalie. Il est député au Bundestag jusqu'en 1961,. Il y est président de la commission pour la péréquation des charges de 1960 à 1961,.

## Fonctions gouvernementales
Du 5 septembre 1950 au 25 juin 1951, Kraft est Ministre des finances et vice-ministre président du Land de Schleswig-Holstein dans le gouvernement de Walter Bartram (CDU). À partir du 28 juin 1951, il occupe les mêmes fonctions au sein du gouvernement de Friedrich-Wilhelm Lübke (CDU). À partir du 8 octobre 1951, il est également ministre de la justice.
Après les élections fédérales de 1953, il quitte le gouvernement du Schleswig-Holstein le 20 octobre 1953 et est nommé le même jour Ministre fédéral avec attributions spéciales au sein du gouvernement fédéral dirigé par le chancelier Konrad Adenauer,. Il est chargé de la gestion des eaux. Le 16 octobre 1956, il quitte le gouvernement fédéral à l'occasion d'un remaniement ministériel.

## Distinctions
- 1956: Grande croix de l'Ordre du Mérite de la République fédérale d'Allemagne.